# Thomas Denis
Thomas Denis (Vannes, 18 luglio 1997) è un ciclista su strada e pistard francese che corre per il team Go Sport-Roubaix Lille Métropole. Nella specialità dell'inseguimento a squadre è stato tre volte campione europeo Elite (2016, 2017, 2022) e medaglia d'argento mondiale nel 2021.

## Palmarès

### Pista
- 2015 (Juniores)

Campionati francesi, Inseguimento individuale Junior
Belgian Xmas Meeting, Inseguimento individuale (Gand)
- 2016

Campionati europei, Inseguimento a squadre Under-23 (con Corentin Ermenault, Florian Maitre e Benjamin Thomas)
Campionati europei, Inseguimento a squadre (con Sylvain Chavanel, Corentin Ermenault, Florian Maitre e Benjamin Thomas)
- 2017

Campionati francesi, Inseguimento a squadre (con Aurélien Costeplane, Clemént Davy e Florian Maitre)
Campionati europei, Inseguimento a squadre (con Corentin Ermenault, Florian Maitre, Louis Pijourlet e Benjamin Thomas)
- 2019

Campionati francesi, Inseguimento a squadre (con Donavan Grondin, Florian Maitre, Louis Pijourlet e Valentin Tabellion)
- 2020

6ª prova Coppa del mondo 2019-2020, Inseguimento a squadre (Milton, con Corentin Ermenault, Benjamin Thomas e Kévin Vauquelin)
- 2021

Campionati francesi, Americana (con Valentin Tabellion)
- 2022

1ª prova Coppa delle Nazioni, Inseguimento a squadre (Glasgow, con Corentin Ermenault, Eddy Le Huitouze e Benjamin Thomas)
Campionati europei, Inseguimento a squadre (con Thomas Boudat, Quentin Lafargue, Valentin Tabellion e Benjamin Thomas)

### Strada

#### Altri successi
- 2019 (Vendée U)

Classifica traguardi volanti Triptyque des Monts et Châteaux
Classifica traguardi volanti Ronde de l'Isard d'Ariège

## Piazzamenti

### Competizioni mondiali
- Campionati del mondo su pista

Astana 2015 - Inseguimento individuale Junior: 5º
Astana 2015 - Americana Junior: ritirato
Londra 2016 - Inseguimento a squadre: 11º
Londra 2016 - Inseguimento individuale: 10º
Hong Kong 2017 - Inseguimento a squadre: 5º
Hong Kong 2017 - Inseguimento individuale: 18º
Berlino 2020 - Inseguimento a squadre: 8º
Berlino 2020 - Inseguimento individuale: 14º
Roubaix 2021 - Inseguimento a squadre: 2º
Roubaix 2021 - Inseguimento individuale: 10º
- Campionati del mondo su strada

Fiandre 2021 - Staffetta mista: 9º

### Competizioni europee
- Campionati europei su pista

Anadia 2014 - Omnium Junior: 7º
Atene 2015 - Inseguimento a squadre Junior: 8º
Atene 2015 - Inseguimento individuale Junior: 2º
Atene 2015 - Omnium Junior: 6º
Montichiari 2016 - Inseguimento individuale Under-23: 3º
Montichiari 2016 - Inseguimento a squadre Under-23: vincitore
St. Quentin-en-Yvelines 2016 - Inseguimento a squadre: vincitore
St. Quentin-en-Yvelines 2016 - Corsa a punti: 14º
Berlino 2017 - Inseguimento a squadre: vincitore
Berlino 2017 - Inseguimento individuale: 13º
Gand 2019 - Inseguimento individuale Under-23: 11º
Gand 2019 - Corsa a punti Under-23: 5º
Gand 2019 - Americana Under-23: 2º
Monaco di Baviera 2022 - Inseguimento a squadre: vincitore
Monaco di Baviera 2022 - Inseguimento individuale: 17º